# Nesma Airlines
Nesma Airlines — саудовская авиакомпания, которая выполняет регулярные внутренние рейсы в Саудовской Аравии и международные региональные рейсы. Работает в качестве перевозчика на международных авиарейсах, предлагающего полный набор услуг.

## История
Авиакомпания Nesma Airlines была официально зарегистрирована в июне 2010 года.
Первый коммерческий рейс Nesma Airlines успешно состоялся 18 июля 2010 года по маршруту Хургада — Любляна. Вскоре авиакомпания связала своими чартерными рейсами Египет,   Саудовскую Аравию, Великобританию, Италию, Испанию, Польшу и Францию.
24 июня 2011 года авиакомпания планировала начать выполнять регулярные рейсы внутри Саудовской Аравии. Первые направления — города Хаиль, Табук и Талиф. В итоге старт был отложен на несколько лет.
27 октября 2016 года авиакомпания запустила свои внутренние авиарейсы по Саудовской Аравии. Рейсы стали выполняться из центрального хаба, аэропорта Хаиль в самые различные города страны, в том числе города Табук и Кайсума. Все рейсы внутри страны стали выполняться на самолетах типа ATR 72-600.
21 ноября 2016 года Nesma Airlines начала выполнять новый рейс по маршрутам Джидда — Эр-Рияд, Джидда — Даммам и Джидда — Гейл. Авиакомпания начала выполнять по 6 рейсов в сутки между Джиддой и Эр-Риядом, по два ежедневных рейсамежду Джиддой и Даммамом, а один ежедневный рейс в Джидда — Гейл. По указанным маршрутам летают современные самолеты типов Airbus A320 и Airbus A321.

## Маршрутная сеть
Авиакомпания летает по следующим направлениям:
- Босния и Герцеговина
  - Сараево — Международный аэропорт Сараево
- Египет
  - Каир — Международный аэропорт Каир
- Саудовская Аравия
  - Арар — Аэропорт Арар
  - Даммам — Международный аэропорт короля Фахда
  - Джидда — Международный аэропорт кородя Абдул-Азиза
  - Джейзан — Аэропорт Джейзан
  - Кассим — Аэропорт Кассим
  - Медина — Аэропорт принца Мохамеда
  - Рафа — Аэропорт Рафа
  - Табук — Аэропорт Табук
  - Тайф — Аэропорт Тайф
  - Хайль — Аэропорт Хайль
  - Эль-Джаф — Аэропорт Эль-Джаф
  - Эр-Рияд — Аэропорт короля Халеда
- Российская Федерация
  - Москва — Международный аэропорт Внуково (VKO)
  - Санкт-Петербург — Международный аэропорт Пулково (LED)

## Флот

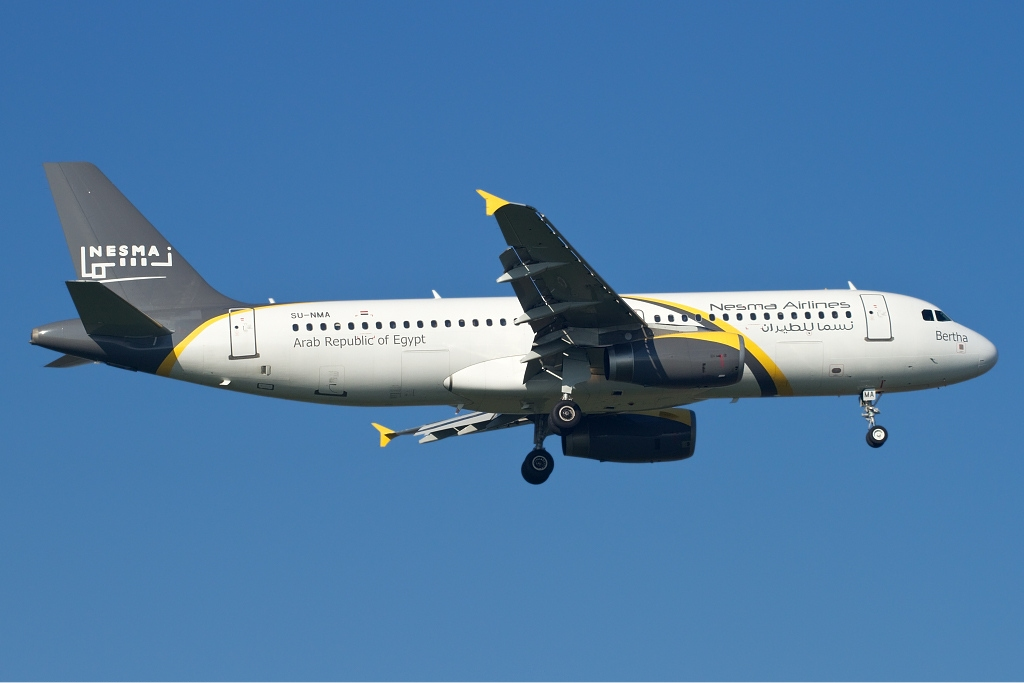
Nesma Airlines Airbus A320

Флот авиакомпании состоит из следующих воздушных судов:

### Текущий флот Nesma Airlines Саудовская Аравия
- 2 Airbus A320-200[9]